# Ptychostomella brachycephala
Ptychostomella brachycephala is een buikharige uit de familie Thaumastodermatidae. Het dier komt uit het geslacht Ptychostomella. Ptychostomella brachycephala werd in 1954 voor het eerst wetenschappelijk beschreven door Lévi. 